# Hacienda la Cruz Fraccionamiento
Hacienda la Cruz Fraccionamiento är en ort i Mexiko.   Den ligger i kommunen El Marqués och delstaten Querétaro Arteaga, i den centrala delen av landet, 180 km nordväst om huvudstaden Mexico City. Hacienda la Cruz Fraccionamiento ligger 1 891 meter över havet och antalet invånare är 2 373.
Terrängen runt Hacienda la Cruz Fraccionamiento är platt åt sydost, men åt nordväst är den kuperad. Hacienda la Cruz Fraccionamiento ligger nere i en dal. Runt Hacienda la Cruz Fraccionamiento är det ganska tätbefolkat, med 149 invånare per kvadratkilometer. Närmaste större samhälle är Santiago de Querétaro, 14,0 km väster om Hacienda la Cruz Fraccionamiento. Omgivningarna runt Hacienda la Cruz Fraccionamiento är en mosaik av jordbruksmark och naturlig växtlighet.